# 蒙泰貝洛戰役 (1859年)

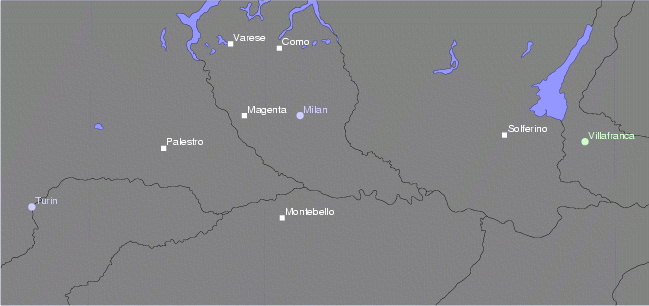
1859年薩奧戰爭地圖

蒙泰貝洛戰役發生於1859年5月20日的蒙泰貝洛（位於今日北義的倫巴底），是第二次義大利獨立戰爭中的一場小戰役，交戰雙方為法（步兵）薩（騎兵）聯軍和奧軍。這場戰役戰敗後，奧軍指揮官被迫派遣部分部隊以鞏固南方的戰線。

## 註腳
1. ↑  Brooks 2009，第29頁.
2. ↑  Brooks 2009，第26頁.